# Denis Parrot
Pour les articles homonymes, voir Parrot.
Denis Parrot est un monteur, infographiste et réalisateur français, né le 20 décembre 1974 au Blanc-Mesnil. Il a monté de nombreuses séries télévisées et courts métrages. En 2018, il a réalisé un documentaire remarqué Coming Out.

## Biographie
Diplômé de l'Université Paris-VIII en audiovisuel en 1992, il débute comme monteur en 1999. Il assiste Joëlle Hache sur le montage de La Fille sur le pont de Patrice Leconte. Il est aussi assistant monteur sur Promenons-nous dans les bois de Lionel Delplanque. Il monte les courts métrages du cinéaste Noël Mitrani, ainsi que son premier long métrage Sur la trace d'Igor Rizzi, présenté à la Mostra de Venise en 2006 et récipiendaire du prix du meilleur premier film au Festival international du film de Toronto.
En tant qu’infographiste, il réalise en 2015 une courte séquence animée en hommage au réalisateur japonais Hayao Miyazaki, vue plus de 3 millions de fois sur Internet et travaille en 2019 sur J'ai perdu mon corps de Jérémy Clapin[source insuffisante].
En 2018, il réalise Coming Out, un documentaire dans lequel des jeunes annoncent leur homosexualité ou leur transition de genre à leur famille, à travers des vidéos postées sur Internet. Ce film, qui nous fait vivre ce moment de basculement intime et social qu’est le coming out, a été sélectionné dans une vingtaine de festivals dans le monde.

## Filmographie

### Comme monteur
(longs métrages)
- 2006 : Sur la trace d'Igor Rizzi de Noël Mitrani
- 2017 : Move! Dance Your Life de Fanny Jean-Noël

(télévision)
- 2005 : Les Mariages d'Agathe de Stéphane Kappes, M6
- 2005 : Trois pères à la maison de Stéphane Kappes, M6
- 2008 : Cellule Identité de Simon Jablonka et Jean-Marc Rudnicki, M6

(courts métrages)
- 1999 : After Shave de Noël Mitrani, avec Sacha Bourdo, Canal+
- 1999 : Hall 2 bagages 8 de Joan de Camaret
- 1999 : Les deux pulls de Simon Lehembre
- 1999 : Pietas de Pietro Antonio Izzo
- 1999 : Les Fourches caudines de Michael Donio, avec Christian Vadim et Brigitte Lahaie, musique de Philippe Rombi
- 2000 : Mal barré de Noël Mitrani
- 2001 : Viol à la tire de Noël Mitrani
- 2001 : Les Siens de Noël Mitrani, avec Philippe Nahon, France 3
- 2002 : Merci mademoiselle de Charles Meurisse
- 2004 : Ciao bambino de Pascal Chauveau
- 2006 : Nuit d'argent de Michael Donio, scénario de Harold Cobert, musique de Philippe Rombi
- 2006 : Le Gendre de Eric Sicot

### Comme assistant monteur
(longs métrages)
- 1999 : La Fille sur le pont de Patrice Leconte
- 2000 : Promenons-nous dans les bois de Lionel Delplanque

(télévision)
- 2003-2007 : Le juge est une femme, TF1

### Comme réalisateur
- 2019 : Coming Out, documentaire, KMBO

### Comme infographiste
- 2015 : Tribute to Hayao Miyazaki[5]
- 2018 : Truck Games (créateur de la bible graphique)
- 2019 : J'ai perdu mon corps de Jérémy Clapin, Lauréat du Grand Prix de la Semaine de la critique du Festival de Cannes.[réf. nécessaire]